# Обсерватория MMT
Обсерватория ММТ (англ. MMT Observatory, ММТО) — астрономическая обсерватория, которая располагается на территории обсерватории Фреда Лоуренса Уиппла (IAU код обсерватории 696). Комплекс обсерватории Уиппла расположен на горе Хопкинс, Аризона, США (на 55 км южнее Тусона) в горах Санта-Рита. Обсерваторией руководит Университет Аризоны и Смитсоновский институт. Центр для посетителей обсерватории находится в соседнем городе Амаду, Аризона. В MMTO расположен ММТ (ранее Multiple Mirror Telescope — «многозеркальный телескоп»), в котором установлено первичное зеркало диаметром 6,5 м. Название телескопа обусловлено тем, что изначально зеркало для сбора света состояло из 6 отдельных относительно небольших частей. Нынешнее облегчённое зеркало имеет специальную сотоподобную форму, созданную в лаборатории зеркал обсерватории Стюарда Аризонского университета. ММТ размещается в здании, которое позволяет полностью отодвинуть стены и крышу вокруг телескопа. Такая способность позволяет телескопу очень быстро остывать, что, в свою очередь, улучшает качество наблюдений.

## Multiple Mirror Telescope (1979—1998)
В период с 1979 по 1998 год MMT работал с 6 боросиликатными зеркалами по 1,8 метра каждое. Эти зеркала ранее использовались на «Пилотируемой орбитальной лаборатории», и после отмены разведывательной миссии KH-10 (кодовое название DORIAN) NRO передало их в использование MMTO. Они обеспечивали собирающую поверхность, эквивалентную 4,5-метровому зеркалу. Это делало ММТ третьим по величине оптическим телескопом в мире на момент ввода в эксплуатацию. Телескоп отличался такими амбициозными инновациями в конструкции, как вращающееся вокруг оси здание и альт-азимутальная монтировка, которые были предложены Эденом Майнелом.
За исключением Большого Телескопа Азимутального (БТА-6) и 40-футового телескопа Уильяма Гершеля, основные оптические телескопы до ММТ использовали экваториальную монтировку. ММТ ознаменовал смену конструкции телескопов; все основные оптические телескопы после ММТ были построены с использованием альт-азимутальной монтировки. Несколько технологий, впервые примененных в MMT, способствовали успеху последующего поколения больших телескопов. К ним относятся: сервоприводы с широким динамическим диапазоном для альт-азимутального крепления; высокоточное наведение, устраняющее необходимость в картах неба; совмещение и совместное использование нескольких телескопов; улучшение оптических характеристик благодаря учёту тепловой среды объекта.

## MMT (с 1998)
Одной из причин необычной конструкции ММТ с несколькими зеркалами была сложность отливки больших зеркал. Решение этой проблемы было найдено Роджером Анжелом из обсерватории Стюарда Аризонского университета, который отливал зеркала с сотоподобной структурой внутри вращающейся печи. Это позволило заменить 6 отдельных зеркал на одно 6,5-метровое. Здание и часть конструкции остались прежними. Новое зеркало было первым с таким размером, которое было отлито и отполировано в лаборатории зеркал обсерватории Стюарда. Обновленный MMT (его название больше не является аббревиатурой) был заново открыт 13 мая 2000 года.
В конце 2002 года в телескоп было добавлено новое деформируемое вторичное зеркало. В то время как конструкции адаптивной оптики (АО) вносят свои коррективы с помощью дополнительных зеркал, минимизация количества теплых поверхностей на пути света дает лучшие результаты в инфракрасном диапазоне. Система адаптивной оптики телескопа MMT внесла большой вклад в разработку Большого бинокулярного телескопа, который достиг рекордного числа Штреля с системой AO в 2010 году.
В период с 2004 по 2010 год примерно 8 % времени наблюдений MMT было доступно всему астрономическому сообществу по Программе измерительной системы телескопа (TSIP) Национального научного фонда США, под управлением Национальной оптической астрономической обсерватории (NOAO).